# شهرداری کارپوچ
شهرداری کارپوچ (به لاتین: Karpoš Municipality) یک منطقهٔ مسکونی در مقدونیه شمالی است که در Skopje Statistical Region واقع شده‌است. شهرداری کارپوچ ۱۰۵ کیلومتر مربع مساحت و ۵۹٬۸۱۰ نفر جمعیت دارد.